# Pârâul lui Mihai, Cavnic
Pârâul lui Mihai este un curs de apă, în județul Maramureș, afluent al râului Cavnic.